# Milford, Connecticut
Milford är en självständig stad i New Haven County i delstaten Connecticut, USA med cirka 50 594 invånare (2000). 